# Mode alternatif de règlement des conflits en droit français
Les modes alternatifs de règlement des conflits (« MARC ») ou modes alternatifs de règlement des différends (« MARD ») sont, en droit français, des pratiques impliquant un règlement non contentieux d’un litige. On peut aussi parler de MARL, le L signifiant Litiges. 
Avocats et  magistrats jouent un rôle essentiel dans le développement de ces modes amiables. 

## Procédures utilisées pour régler les conflits de manière alternative
- Arbitrage

L'arbitrage en matière contentieuse consiste à faire appel à un tiers en dehors du système judiciaire. Ce tiers - qui peut être un collège de personnes missionnées par les parties - est chargé par les protagonistes d'instruire l'affaire, d'écouter les parties et de prendre une décision. Voir Arbitrage en droit français.
- Conciliation

La conciliation consiste dans le recours à un tiers, ayant le plus généralement le statut de conciliateur de justice, dans le cadre d'une procédure judiciaire (conciliation dite déléguée) ou en dehors d'une procédure judiciaire (conciliation dite extra-judiciaire, autonome ou conventionnelle), le rôle du conciliateur étant d'écouter les parties et de leur faire une proposition de règlement du différend. Voir Conciliation en France.
- Médiation

La médiation est généralement considérée comme une méthode en dehors des influences juridiques, morales et culturelles qui a pour objectif de permettre aux parties, accompagnées dans leur réflexion par le médiateur, de trouver la solution la plus satisfaisante possible pour elles - non pour le tiers médiateur.
- Négociation

La négociation consiste dans la recherche d'un accord. Il existe plusieurs types de négociation. Le principe premier d'une négociation s'inscrit dans les rapports de force. Il s'agit de faire passer habilement ses idées en fondant l'intérêt de l'autre sur l'ambition ou l'espoir. D'autres principes de négociation sont développés actuellement, mais avec peu de succès: sans-perdant ou gagnant-gagnant et la négociation contributive, cette dernière élevant l'ambition de la recherche d'accord dans le respect de la réussite de l'autre dans et avec l'accord.
- Droit collaboratif

Le Droit collaboratif, ou méthode collaborative, est une pratique du droit utilisant la négociation sur la base d’intérêts où les avocats sont engagés pour aider les parties à conclure une entente mutuellement acceptable. Les avocats et les parties signent un contrat stipulant leur consentement à ne pas aller devant les tribunaux. Les parties et les avocats travaillent en équipe. 
Les avocats pratiquant le droit collaboratif ont préalablement reçu une formation spécifique sur la base de la négociation raisonnée, leur permettant d'aider les parties à renouer le dialogue pour parvenir à la meilleure solution possible à leur conflit. Les clients  et leurs avocats se réunissent lors d'entretiens pour évoquer le conflit, ses origines, et le déconstruire afin de trouver un terrain d'entente satisfaisant pleinement les parties. L'accord final peut être homologué par le juge compétent.
- Med-arb

Le med-arb est une approche mixée de la médiation et de l'arbitrage. En cas d'échec de la médiation - et plus vraisemblablement le médiateur ayant atteint ses limites de compétence - le médiateur se transformerait en arbitre. Le med-arb est présenté comme une prestation optimisée et permettant d'augmenter les chances que les parties aboutissent à un accord.
- Recours collectif

Le recours collectif permet aux consommateurs d'engager une action collective qui peut se limiter à exercer un rapport de force visant à faire changer une politique ou un comportement de la part d'un fabricant ou d'un distributeur, voire à faire retirer un produit ou à le faire modifier. Ce recours peut aussi s'exercer en justice. Voir Action collective en droit français.